# Ectephrina fuscata
Ectephrina fuscata là một loài bướm đêm trong họ Geometridae.